# Bowlesia palmata
Bowlesia palmata là một loài thực vật có hoa trong họ Hoa tán. Loài này được Ruiz & Pav. mô tả khoa học đầu tiên năm 1802.